# Ramón Dianderas
Ramón Dianderas fue un político peruano.
Tras la victoria de las tropas dirigidas por Simón Bolívar en la Batalla de Ayacucho, el 26 de diciembre ingresó a la ciudad del Cusco el nuevo prefecto Agustín Gamarra quien fue recibido entre honores. Luego de ello, Gamarra estableció la conformación de la primera municipalidad republicana del Cusco. Este municipio estuvo conformado por Pablo Astete y Juan Tomás Moscoso como alcaldes, Vicente Peralta, Miguel Coraza, Pedro Astete, Diego Calvo, Francisco Artajona, Agustín Cosío y Alzamora, Francisco Pacheco, Ramón Dianderas, Pablo de la Mar y Tapia, Juan Egidio Garmendia, Felipe Loaiza, Manuel Orihuela, Isidro Echegaray, Francisco Tejada y Luis Arteaga como regidores, y Toribio de la Torre y José Maruri de la Cuba como síndicos procuradores.
En representación de la provincia de Huamanga, fue uno de los sesenta y cinco diputados electos en 1825 por la Corte Suprema y convocados para aprobar la Constitución Vitalicia del dictador Simón Bolívar. Sin embargo, a pesar de que dicho congreso estuvo convocado, el mismo decidió no asumir ningún tipo de atribuciones y no llegó a entrar en funciones.
Fue diputado de la República del Perú por la provincia de Azángaro en 1829, 1831 y 1832 durante el primer gobierno del Mariscal Agustín Gamarra.
Fue diputado de la República del Perú por la provincia de Jauja entre 1845 y 1849 durante el primer gobierno de Ramón Castilla. 